# 歌謡びんびんハウス
『歌謡びんびんハウス』（かようびんびんハウス）は、テレビ朝日系列局ほかで放送されたテレビ朝日制作の音楽バラエティ番組。テレビ朝日では1986年11月2日から1994年9月25日まで放送。演歌歌手やアイドル歌手などが出演していた。

## 概要
| 放送期間               | 放送時間（JST）              |
| ---------------------- | ---------------------------- |
| 1986年11月 - 1991年3月 | 日曜日13:45 - 14:55（70分）  |
| 1991年4月 - 1994年9月  | 日曜日13:45 - 14:25 （40分） |

- 前番組『歌謡ドッキリ大放送!!』（1980年4月20日 - 1986年10月26日）の司会者だった関口宏が、同局の『ミュージックステーション』の司会に起用されて『歌謡ドッキリ大放送!!』への出演継続が難しくなったため、司会者と内容を一新し、この番組が始まった。
- 15時から放送されていた『ザ・テレビ演芸』が1991年3月に終了し、14時30分から特番枠『日曜ワイド』を新設するにあたり、同年4月をもって放送時間を短縮。加えて短縮後は、2週にわたって同じ歌手が登場する形となった[注釈 1]。
- 番組終了時まで一貫して『パネルクイズ アタック25』（朝日放送制作） 終了後の放送開始だった。
- 関西地区では編成上の都合から朝日放送ではなく、同地区の県域独立局の一部であるサンテレビとKBS京都の2局で放送されていた。
- 1994年10月改編でテレビ朝日の日曜正午枠[注釈 2]が12時45分から12時55分に拡大され、直後の朝日放送制作枠（『新婚さんいらっしゃい!』と『パネルクイズ アタック25』）が10分繰り下がったことに伴い、番組は同年9月25日をもって終了。同年10月に放送枠を15:25 - 15:55へ移し、ここで『まいど!音楽ラスベガス』（司会：森脇健児）がスタートした。

## 出演

### メイン
- 笑福亭鶴瓶（司会、東京へ再進出してきたばかりのころ）

（以下、アシスタント）
- 松居直美（1986年11月 - 1987年10月）
- 森下恵理（1987年11月 - 1988年9月）
- 立花理佐（1988年10月 - 1989年3月）
- 田中美奈子（1989年4月 - 1990年2月）
- 千堂あきほ（1990年3月 - 1991年3月）
- 寺尾友美（1991年4月 - 1992年3月）
- 加藤紀子（1992年4月 - 1993年3月）
- 沢村亜津佐（1993年4月 - 1994年3月）
- 高原愛美（1994年4月 - 1994年9月）
- KinKi Kids（1993年10月 - 1994年9月）

なお、最末期のアシスタントであったKinKi Kidsに関しては当初はコーナー担当のレギュラーとしての出演であったが、1993年秋に番組内容が改編されるに当たりアシスタント役に昇格した（レギュラーとしての出演は1993年8月から）。

### 主なゲスト
- ジャニーズ各グループ、タレント
  - 近藤真彦、THE GOOD-BYE、少年隊、光GENJI、男闘呼組、忍者、SMAPほか
- CHA-CHA
- 西城秀樹
- 野口五郎
- 沢田研二
- 五木ひろし
- 森進一
- 細川たかし
- 布施明
- 新沼謙治
- 山本譲二
- 山川豊
- 堀内孝雄
- 尾形大作
- 高山厳
- 冠二郎
- 小金沢昇司
- 香田晋

- 河合奈保子
- 柏原芳恵
- 中森明菜
- 小泉今日子
- 杉本彩
- 工藤静香
- 酒井法子
- 森川由加里
- 森口博子
- Wink
- CoCo
- ribbon
- 水前寺清子
- 和田アキ子
- 小林幸子
- 八代亜紀
- 大月みやこ
- 瀬川瑛子
- 石川さゆり
- 中村美律子
- 坂本冬美

- 高須克弥（高須クリニック院長）
- ほか多数

## スタッフ
- 構成：松岡孝、小川美篤、下村稔、伊藤義信、岩船俊夫
- スタイリスト：矢野悦子
- 音楽：長谷川英郎
- テーマ曲作曲：福原まり
- 技術：野呂奔、有泉重正、大窪光俊、石原晋
- カメラ：木原吉昭、栗生隆次、宮田一、川口忠久、山内克彦、品本幸男、関口光男
- 音声：阿部健彦、長谷川泰裕、宮沢庸介、大輪憲次、中島健次、福田正人
- 映像：戸塚信也、福元昭彦、大塚隆広、監物直
- 照明：高見光平、高柳薫
- 美術：板垣昭次、佐藤由紀男、五十嵐恵、北原國彦
- 美術進行：栗原康二、根古屋史彦
- 大道具：内山昭也、神戸誠一、高橋勝彦、高橋弘行、椎葉寿、吉田隆志
- 小道具：藤間俊明
- 特殊効果：藤原憲之
- クレーン：川上智、深谷勝成、宮田浩
- 効果：勝谷康一郎、中村充、石川一宏
- タイトル：宍戸淳一
- TK：山内洋子、高橋理奈子
- 編集：石川浩通（東北新社）、島貫麻理子
- MA：丸井庸男（東北新社）、坂井真一
- ディレクター：成田信夫、瀬戸口修、村居義弘、中村雪浩
- プロデューサー：三倉文宏、日野裕、山本清
- 制作著作：テレビ朝日

## 主なコーナー
- BINBINホールイワン
前期のオープニングコーナー。ゲストがゴルフのグリーン状になっているボード上にボールを転がしてカップに入れる。入ったら賞金10万円が貰える。他にも「ニアピン賞」として週替わりの賞品も貰える。ルールはゴルフと同じで、前のゲストがカップの前に止まったボールを後のゲストが押し出して入れた場合は、前のゲストが賞金獲得となる。瀬川瑛子がこのコーナーを得意としていた。獲得者はセットの後ろに名前と回数が貼られていた。
- Q&A
子供がゲストの歌手に対して質問をするコーナー。なかには「赤ちゃんはどうやったら出来るの?」といったきわどい質問もあった。
- 鶴瓶のフォーカスゲーム
まず、鶴瓶が代表者を出題前にくじ引きで決める。次に「○○と言えば?」という問題を出す[注釈 3]。そして、その代表者が書いた物が正解となり、何を書いたかを推理し当てる。そして、正解者と代表者にそれぞれ☆の形をしたオブジェがポイントとして貰える。3問繰り返し、最も点数が多い回答者にはトップ賞としてペナン島旅行がプレゼントされる。ただし、1名しか貰えないので、同点でトップ賞になった場合は貰える人をじゃんけんで決めていた。また、獲得ポイントとは無関係に最も面白い回答をした回答者には、ユニーク賞として週替わりの商品が貰えた[注釈 4]。
- BIN-BIN 寸止めゲーム
後期のオープニングコーナー。ゲストがボード上にボールを投げて豪華賞品をゲットするゲーム。ボード上を超えたり、ボールが転がりすぎて外れることも多かった。コーナー終了後は鶴瓶が「歌謡びんびんハウス、スタートです!」と言った後にジングルが鳴り、CM→次のコーナーへと進んだ。
- スタークリニック
アシスタントから出される質問に、ゲスト全員が当てはまると思ったら「○」、当てはまらないと思ったら「×」、どちらとも言えないと思ったら「△」の札を挙げて答える。初期の頃は○か×かのボタンを押して答えていてどちらとも言えない場合は押さない（結果はそれぞれの電光掲示板に表示されていた）。例えば「肥溜めに落ちた事がある。」「番組本番中だが、出来れば早く帰りたい。」「正月にハワイに行くのは、親類にお年玉をあげたくないからである」等。
- BIN-BIN回転クイズ
回っているものを何かを、当てる｡回答する際には、後方の台の上に乗る｡
- ワンポイント家庭クリニック
健康に関する四択クイズが1問出題される。高須克弥の解説の後、答えに関する賞品が正解、不正解に関わらず貰える。
- BIN-BINイントロポン
いわゆるイントロクイズ（『クイズ・ドレミファドン!』と同形式）。前半は正解すると1問5点(不正解するとマイナス5点)、後半は1問10点だが、最終問題は最下位チームでも優勝出来るような高得点を出すことが定番だった（例えばトップチームが100点の時は、「110点の問題です」と言う）。しかし、「ラストを正解すれば優勝」と高を括って、答えなかったチームがある場合は、そのチームに反するように「5点の問題です」と言ったことが数回あった。
中期からは、テーマに沿った曲で出題された。例えば、アニメソング、タイトルに食べ物が入っている、「そんな訳ねーだろ」（「私はピアノ」、「君の瞳は10000ボルト」等、現実にはあり得ないタイトル）、タイトルでしりとり等。
また解答者席の後には3個の風船がセットされており、不正解するごとに1つ風船が割られた。そのため3個風船が割れると失格となるゲームでもあった。ただし、第1回の時は風船は5個用意されていて、自分の曲を他のチームに答えられると割れてしまうルールもあった。
- BIN-BIN芸能クイズ
イントロボンのクイズがイントロではなく、普通の芸能クイズになったもの。10点から40点までのパネルの裏に問題が隠されており、その問題を早押しで解答するというもの。正解すればその分の点がもらえ、不正解するとその分だけマイナスになり、風船が1つ割られた。ただし、問題の中に出演者の問題「本人クイズ」も入っており、これに答えられないと、不正解と同様にそのパネルにある点数がマイナスになり、風船が割られた。
また1枚だけ「チャンスカード」が入っており、自分の現在の持ち点のうち好きな点数を賭け、正解すれば一気にその分だけ点数がもらえるというクイズ。
- BIN-BIN新芸能クイズ
まずは問題を制限時間内に規定数出題し、解答者はとにかく早押しで解答。ただし、この時点では一切正解/不正解は言わないため、解答者は最後まで何点取れているか分からないクイズ（視聴者には答えは表示されている）。問題終了後に合計得点を発表する。
得点の表示は、透明なアクリルボードに得点の数字が白字で印刷されていて、そのチームが押すと上から赤いボールが入るシステムになっていた。普段は4チームで行っているが、5チームで行う場合は、5枠の回答者席（必ず1グループで1席だった。）の場合は赤いブロックで白地で書かれている数字のブロックを下から順に積んでいた。
このゲームの前半期は不正解してもマイナスはなかったが、後半期に入るとマイナスがつくようになった。またこのゲームでは不正解しても風船が割られることはなかった。
ごくまれに、「今日の出演者で一番美しいのは誰?」という問題が出されることもあった（この時は、答えの欄には「?」と表示される）。
- BIN-BINハンター→BIN-BINクイズハンタ
形式は『100万円クイズハンター』と同じ（出題者も本家と同じ）。クイズは出場歌手に関する問題が多かった。商品は本家同様の宿泊券や宝石類などに混ざり、番組提供による「現金10万円」というものがあった。本家の「ハンターチャンス」では20万円-40万円の高額商品を取り合うのだが、決して高額ではない「現金10万円」をとりあう歌手も多く存在した。
- BIN-BINハスラーゲーム
ビリヤードゲーム。ただし、玉とホールはともに1つ。さらにホールの後ろには鶴瓶人形が有る。選ばれた1名が1回で玉をホールに入れ、鶴瓶人形を倒したら成功。賞品が貰える。
やる前には、「モスラの歌」の替え歌で、「♪ハスラ〜ヤ、ハスラ〜」と歌うことがお約束だった。
- 一言クイズ
オープニングで出演歌手のなかから1組を選ぶ。その1組は、ゲストが歌う前に何か一言を言う（これを当日の歌手の組数分行う）。番組の最後に、「○○さんが歌う前に言った一言は何でしょう」というクイズを視聴者に出題。このクイズが視聴者プレゼントのキーワードになる。

## エンディングテーマ
- プロム（TWIGGY）
- TOMORROW（PINK SAPPHIRE）
- 今度私どこか連れていって下さいよ（加藤紀子）
- なにがなんでも（桜っ子クラブさくら組）
- Just Combination（MOMO）

## ネット局
| 放送対象地域  | 放送局                              | 系列           | 備考                                            |
| ------------- | ----------------------------------- | -------------- | ----------------------------------------------- |
| 関東広域圏    | テレビ朝日                          | テレビ朝日系列 | 制作局                                          |
| 北海道        | 北海道テレビ                        | テレビ朝日系列 |                                                 |
| 青森県        | 青森朝日放送                        | テレビ朝日系列 | 1991年10月開局から                              |
| 宮城県        | 東日本放送                          | テレビ朝日系列 |                                                 |
| 秋田県        | 秋田朝日放送                        | テレビ朝日系列 | 1992年10月開局から                              |
| 山形県        | 山形テレビ                          | テレビ朝日系列 | 1993年4月のテレビ朝日系列へのネットチェンジから |
| 福島県        | 福島放送                            | テレビ朝日系列 |                                                 |
| 山梨県        | 山梨放送                            | 日本テレビ系列 |                                                 |
| 新潟県        | 新潟テレビ21                        | テレビ朝日系列 |                                                 |
| 長野県        | テレビ信州                          | 日本テレビ系列 | 1991年3月まで                                   |
| 長野県        | 長野朝日放送                        | テレビ朝日系列 | 1991年4月開局から                               |
| 静岡県        | 静岡県民放送 （静岡けんみんテレビ） | テレビ朝日系列 | 現：静岡朝日テレビ（1993年10月社名変更）        |
| 石川県        | 北陸朝日放送                        | テレビ朝日系列 | 1991年10月開局から 1992年3月打ち切り            |
| 中京広域圏    | 名古屋テレビ                        | テレビ朝日系列 |                                                 |
| 京都府        | 近畿放送 （KBS京都）                | 独立UHF局      | 現：京都放送                                    |
| 兵庫県        | サンテレビ                          | 独立UHF局      |                                                 |
| 和歌山県      | テレビ和歌山                        | 独立UHF局      |                                                 |
| 島根県 鳥取県 | 山陰中央テレビ                      | フジテレビ系列 |                                                 |
| 広島県        | 広島ホームテレビ                    | テレビ朝日系列 |                                                 |
| 山口県        | 山口放送                            | 日本テレビ系列 | 1993年9月まで                                   |
| 山口県        | 山口朝日放送                        | テレビ朝日系列 | 1993年10月開局から                              |
| 徳島県        | 四国放送                            | 日本テレビ系列 |                                                 |
| 香川県 岡山県 | 瀬戸内海放送                        | テレビ朝日系列 |                                                 |
| 愛媛県        | 南海放送                            | 日本テレビ系列 |                                                 |
| 長崎県        | 長崎放送                            | TBS系列        | 1990年3月まで                                   |
| 長崎県        | 長崎文化放送                        | テレビ朝日系列 | サービス放送のみネット                          |
| 熊本県        | 熊本放送                            | TBS系列        | 1989年9月まで                                   |
| 熊本県        | 熊本朝日放送                        | テレビ朝日系列 | 1990年3月ネット打ち切り                         |
| 大分県        | 大分朝日放送                        | テレビ朝日系列 | 1993年10月開局から                              |
| 鹿児島県      | 鹿児島放送                          | テレビ朝日系列 | 1990年3月ネット打ち切り                         |

## その他
- 番組末期はエンドカード代わりにスタッフクレジットが手書き表示されるパターンとなり、画面中央に「制作著作 テレビ朝日」と書かれていて、正式なロゴではなくオリジナルであった。
- 当番組は毎週木曜日に収録していたため、同じ曜日に生放送が行われた『ザ・ベストテン』（TBS系）では、当番組のスタジオから中継されることがしばしばあった。また、司会の鶴瓶は木曜日の『笑っていいとも!』（フジテレビ系）にレギュラー出演していたため、『いいとも』の放送および『笑っていいとも!増刊号』の収録が終わるとすぐにスタジオアルタからテレビ朝日へ急行していた。
- 2010年1月1日に放送された『心に残るニッポンの歌』、『お願い!ランキング』内の「ストライク・ミュージック」、『さまぁソン!』等のテレビ朝日の懐メロ番組における1980年代後半から1990年代前半のアイドル歌手の映像は、当番組の映像が多用されていた。
- 2017年3月31日放送の『ミュージックステーション3時間スペシャル』では、“人気アーティストのデビュー映像大公開”として、KinKi Kidsが当番組の新アシスタントに就任した時の映像が流れた。